# Вінсент Лерінський
Вінсент (Вікент) Лерінський ( лат. Vincentius;помер прибл. 445) — галльський чернець і автор ранньохристиянських творів. Один із прикладів — Спільний, c. 434, який запропонував керівництво в ортодоксальному вченні християнства. Прихильник напівпелагіанства, він виступав проти августинської моделі Благодаті і, ймовірно, був реципієнтом Проспера Аквітанського Responsiones ad Capitula Objectionum Vincentianarum. Вшановується 24 травня.

## Особисте життя
Вінсент Лерінський народився в Тулузі, Галлія  у дворянській родині, і вважається братом Люпуса з Труа. У ранньому житті він займався світськими заняттями; незрозуміло, чи були вони цивільними чи військовими, хоча термін, який він використовує, «світська міліція», може мати на увазі останнє. Він вступив до Леренського абатства на острові Сен-Онора, де під псевдонімом Перегрінус написав «Коммоніторіум», прибл. 434, приблизно через три роки після Ефеського собору. Вінкентій захищав покликання Марії, матері Ісуса, Богородиці (Богоносиці). Це суперечило вченню Константинопольського патріарха Несторія, яке було засуджено Ефеським собором. Євхерій Ліонський назвав його «помітно красномовним і обізнаним» святою людиною.
Геннадій Массілійський писав, що Вінкентій помер під час правління римського імператора Феодосія II на Сході та Валентиніана III на Заході. Отже, його смерть повинна була відбутися в 450 році або раніше. Його мощі зберігаються в Леріні. Цезар Бароній включив своє ім'я в римський мартиролог, але Луї-Себастьєн Ле Нен де Тільмон сумнівався, чи є достатньо підстав. Його пам’ять відзначається 24 Може.

## Пам'ятні нотатки
Вінсент написав свої Пам'ятні нотатки (Commonitorium), щоб забезпечити собі загальне правило, щоб відрізнити католицьку істину від єресі, зобов’язавши її написати як посилання. Відома сентенція Вінсента: «Більше того, у самій католицькій церкві треба подбати про те, щоб ми дотримувалися тієї віри, у яку вірили скрізь, завжди, усі».: 132  : 10 В даний час прийнята ідея про те, що Вінсент був напівпелагіаном, приписується протестантському теологу 17-го століття Герарду Воссіусу і розроблена в 17 столітті кардиналом Генрі Норісом. : xxii Свідченням напівпелагіанства Вінсента, за словами Реджинальда Моксона, є «велика запеклість Вінсента проти» доктрин Августина Гіппонського в Commonitorium. : xxvii 

## Напівпелагізм
Напівпелагіанство — це вчення про благодать, яке відстоювали ченці в Марселі та його околицях у Південній Галлії після 428 року. Він був спрямований на компроміс між двома крайнощами пелагіанства та августинізму і був засуджений як єресь на Другому Оранському соборі в 529 році. нашої ери після понад століття суперечок.
Августин писав про попереджувальну благодать і розширив дискусію про приречення. Ряд монастирських спільнот зробили виняток з останнього, оскільки, здавалося, це зводить нанівець цінність аскетизму, практикуваного за їхніми правилами. Іоанн Кассіан відчував, що наголос Августина на приречення виключає будь-яку необхідність людської співпраці чи згоди.
Вінсента підозрювали в напівпелагіанстві, але чи він справді дотримувався цієї доктрини, неясно, оскільки її немає в Commonitorium. Але, ймовірно, його симпатії були з тими, хто його тримав. Враховуючи, що ченці Леринських островів – як і загальне духовенство Південної Галлії – були напівпелагіанцями, не дивно, що Вінсента підозрювали в напівпелагіанстві. Можливо також, що Вінсент дотримувався позиції, ближчої до сучасної східної православної позиції, яка, як вони стверджують, була практично універсальною до часів Августина, і яку, можливо, послідовники Августина інтерпретували як напівпелагійську.
Вінсент підтримував традицію і, здавалося, заперечував проти більшості робіт Августина як «нової» теології. Він поділяв застереження Кассіяна щодо поглядів Августина на роль благодаті. У Commonitorium він перерахував теологів і вчителів, які, на його думку, зробили значний внесок у захист і поширення Євангелія; він виключив Августина з цього списку. Деякі коментатори вважали Кассіяна та Вінсента «напівавгустінськими», а не напівпелагійськими.
Це питання академічних дебатів, чи є Вінсент автором Objectiones Vincentianae, збірки з шістнадцяти висновків, нібито виведених із творів Августина, яка втрачена й відома лише завдяки репліці Проспера Аквітанського, Responsiones ad capitula objectionum Vincentianarum. Він датований близько до часу Коммоніторію, а його анімус дуже схожий на розділи Коммоніторіуму 70 і 86, що робить можливим, що обидва були написані одним автором.

## Подальше читання
- Томас Г. Гуаріно, Вінсент Лерінський і розвиток християнської доктрини. Гранд-Рапідс: Baker Academic, 2013.